# 梨形珊瑚螺
梨形珊瑚螺（学名：Coralliophila radula）为珊瑚螺科珊瑚螺屬下的一个种。